# باراونا
باراونا (به پرتغالی: Baraúna, Rio Grande do Norte) یکی از شهرستان های برزیل است که در ریو گرانده شمالی واقع شده‌است.